# Batalha de Marraquexe (1515)
A Batalha de Marraquexe deu-se em 1515, quando o capitão de Safim Nuno Fernandes de Ataíde levou a cabo uma razia (um raide) até às portas de Marraquexe, na esperança de obrigar o seu governante Hintata a aceitar a suserania portuguesa.
É tida como a mais ousada façanha da carreira de Nuno Fernandes, que constituiu, segundo o historiador A. R. Disney, "o ponto alto da expansão portuguesa em Marrocos".

## A batalha
Os portugueses tomaram Azamor em 1513 e ergueram uma nova fortaleza em Mazagão (al-Jadida) em 1514. De Safim e Azamor, os portugueses cultivaram a aliança de tribos clientes árabes e berberes locais na região circundante, destacando-se um certo poderoso xeque Yahya ben Tafuft que chefiava os chamados mouros de pazes. Os portugueses e o seus aliados despachavam colunas armadas para o interior, subjugando a região de Duquela, e logo alcançaram Marraquexe.
Em 1514, os portugueses e seus aliados sob o comando do almocadém de Safim David Lopes levaram a cabo uma razia aos arrabaldes de Marraquexe, alguns auxiliares berberes conseguiram chegar às muralhas da cidade, cravaram as suas lanças nas portas e gritaram:
| “ | "Viva el-rei D. Manuel nosso senhor!"[carece de fontes?] | ” |

Nasir ibn Chentaf, o governante Hintata da cidade, viu-se forçado a aceitar tornar-se um vassalo da Coroa Portuguesa e autorizar os portugueses a construír uma fortaleza em Marraquexe. No entanto, o emir não cumpriu este acordo, pelo que no ano seguinte os portugueses e os seus aliados mouros regressaram à frente de um forte exército, com o objectivo de tomar diretamente a cidade.
Ataíde arregimentou um exército de cerca de 3000 homens, composto maioritariamente por auxiliares berberes. Incluía 200 lanceiros sob o comando do capitão de Azamor Dom Pedro de Sousa, 300 lanceiros sob o comando de Ataíde, 600 lanceiros comandados pelo xeque de Abida, 800 pelo xeque Cide Meimam da Xérquia e 1000 pelo xeque de Garabia . 
Os portugueses partiram de Azamor e Safim a 22 de abril. Alcançaram as margens do rio Tenerife dois dias depois. Em 24 de Abril de 1515, envolveram-se em combate com os defensores de Marraquexe, perto dos portões de Bab el-Khemis e Bab ad-Debbagh, localizados no lado nordeste das Muralhas.[carece de fontes?] O governante Hintata de Marraquexe era apoiado pelos Oatácidas e Sádidas
Ataíde comandava o centro, os xeques de Abida e Xerquia a ala esquerda, o xeque de Garabia a direita.  Da luta resultaram mortos e feridos de ambos os lados, tendo os portugueses retirado ao fim de quatro horas para evitar verem-se totalmente rodeados pela grande quantidade de defensores da cidade. 
A retirada durou mais dois dias, porém, não foi pacífica porque a retaguarda portuguesa foi perseguida pelos marroquinos.[carece de fontes?]

Situação política em Marrocos no séc. XVI.